# 最果てのパラディン
『最果てのパラディン』（さいはてのパラディン）は、柳野かなたによる日本のライトノベル。小説投稿サイト『小説家になろう』で2015年5月1日に連載開始。書籍化の打診を受け、2016年3月25日からオーバーラップ文庫（オーバーラップ）で刊行が始まった。書籍化後も『小説家になろう』での連載は継続している。いわゆる「転生もの」から発想を得た作品であり、前世の記憶がある少年を主人公にした異世界ファンタジーである。
メディアミックスとして、2017年9月25日よりウェブコミック配信サイト『コミックガルド』で奥橋睦によるコミカライズ版が月刊連載開始され、アプリ版の『コミックガルド＋』のリリース後はこちらで最新話を掲載となっている。また、テレビアニメが2021年10月から2022年1月まで第1期が放送され、2023年10月から12月まで第2期が放送された。
作者が精神状態悪化を理由に活動を休止したことで、作品は2017年9月までで止まっている。その後、2020年11月に行われた復帰報告において、書籍版第5巻の執筆の後、なろう版の連載再開に着手する予定である事が報告された。2021年7月には作者自身の具体的な病状などの報告が行われたが、2021年10月時点では活動再開に至っていない。

## あらすじ
引きこもりとして無為な人生を過ごし、後悔して亡くなった主人公は記憶を保持したまま異世界に転生する。ウィリアム（通称：ウィル）と名付けられた赤ん坊は、数百年前に人の絶えた廃墟の街で、生前は英雄として知られた3人の不死者ブラッド、マリー、ガスに育てられる。今度こそ悔いのない人生を送ることを決意したウィルは、スケルトンの剣士ブラッドからは武術を、ミイラの神官マリーからは一般常識と信仰を、ゴーストの魔法使いガスからは学問と魔法を学び成長していく。

### I 死者の街の少年
この世界の成人の日にあたる数え15歳になる冬至の日の前日、ウィルは自身と育ての親の来歴を教えられる。約200年前に《上王（ハイ・キング）》と呼ばれる悪魔の王が世界に大乱を引き起こし、世界の南半分にあたる《南辺境大陸（サウスマーク）》は壊滅した。育ての親3人は多数の仲間と共に《上王》を討伐しようとしたが、仲間たちは死に、《上王》は殺しきれずにガスとマリーの2人で地下深くへと封印した。もし3人が寿命を迎えれば配下の悪魔たちによって封印が解かれる不安が残る中、不死神スタグネイトの分体たる《木霊（エコー）》が降臨し、いずれ自らの下僕にすることと引き換えに、彼らを不死者とする契約を行う。ウィルが育った街は《上王》が封印された場所であり、ウィルは悪魔が封印を解くためにどこからか連れてきた赤子だった。
3人の語りが終わると、不死神スタグネイトの《木霊》が再度降臨し、ウィルの養育を通して《上王》への執着が薄れたマリーとブラッドを契約に従い自らの下僕にしようとする。3人は抵抗し、不死神に挑むも、分体とはいえ強力な神の力によって重傷を負う。不死神の計らいで見逃されるウィルであったが、かつてブラッドが《上王》から奪った魔剣《喰らい尽くすもの（オーバーイーター）》を手にして対峙し、神に挑む。そして死闘の果てに生々流転を司る灯火の神グレイスフィールに誓いを立てて加護を得たウィルは、不死神の分体を討伐する。
ブラッドとマリーは輪廻へと還り、ガスは《上王》の封印守護を守るべく灯火の神と交渉し、約10年現世に残れることとなった。ウィルは、親たちの意志を継ぎ、残された10年の間に《上王》の問題を解決するべく、生まれ育った街を後にする。

### II 獣の森の射手
約200年前の世界状況の知識しかないウィルは人間の生活圏を探して北を目指す。灯火の神の啓示を受けながらも到達した人類社会の南端の森林地帯《獣の森（ビーストウッズ）》は、魔獣や悪魔が跋扈し、困窮する村々が点在する無法の土地だった。長年の訓練と前世の知識によって実は人並み以上の類稀な能力が備わっていたウィルは、その力を使って村々の問題を解決していく。
ウィルは更なる辺境地域の問題解決のため、魔獣退治のため友人となったハーフエルフのメネルドールや、道中で出会った行商人のトニオや楽師ビィと共に南辺境大陸の最北端で、同大陸唯一の都市《白帆の都（ホワイトセイルズ）》へ向かう。そして街へやってきたウィルは、期せずして狂ったワイバーンを倒し、人々に知られた存在となる。有力者である領主サウスマーク公やバグリー神殿長に認められたウィルは、聖騎士（パラディン）に叙勲され、《最果ての聖騎士（最果てのパラディン）》として活躍をし始める。

### III 鉄錆の山の王
ウィルが街を出て2年。数え年で17歳となったウィルは、《獣の森》の中央にある河岸の廃墟の街を再興させた《灯火の河港（トーチ・ポート）》を拠点に、森林地帯の事実上の領主となっていた。最終的に人類圏が生まれ故郷の廃墟の街に到達すべく、ウィルは日夜地域一帯の発展に邁進し、時に政治や経済状況に腐心する生活を送っていた。
そんな折、かつて《上王》に与し、鉄錆山脈にあったドワーフの街を滅ぼした邪悪な竜ヴァラキアカが再び活動を開始するとの予言を受けたウィルは、新たに加わった仲間たちと共に対策を迫られる。

### IV 灯火の港の群像
数え歳で18歳となった春。ウィルは地域の未来を考えて新たな産業を起こす計画を立てていた。ウィルはメネルと会話しながら、ヴァラキアカ討伐後の秋冬に起こった仲間の求婚話や無敵の巨人との戦いなど様々な出来事を思い起こす。

## 登場人物
声の項はテレビアニメ版の声優。

### 主人公
ウィリアム・G・マリーブラッド
声 - 河瀬茉希（幼少期）、千葉翔也（成年期）
本作の主人公。愛称はウィル。「ウィリアム」は「意志の兜」の意。《最果ての聖騎士（パラディン）》。《灯火の河港（トーチ・ポート）》の領主。

### 廃墟の街
ブラッド
声 - 小西克幸
廃墟の街でウィリアムを育てた三人のアンデッドの一人。《戦鬼（ウォーオウガ）》の二つ名を持つ戦士であり、不死神との契約でスケルトンになった。
マリー
声 - 堀江由衣
廃墟の街でウィリアムを育てた三人のアンデッドの一人。《地母神（マーテル）の愛娘》の二つ名を持つ神官であり、不死神との契約でミイラになった。
ガス
声 - 飛田展男
廃墟の街でウィリアムを育てた三人のアンデッドの一人。《彷徨賢者（ワンダリングセイジ）》の二つ名を持つ魔法使いの老人であり、不死神との契約でゴーストになった。本名はオーガスタス。

### 灯火の河港
メネルドール
声 - 村瀬歩
ハーフエルフの狩人で妖精使い。《はやき翼（スウィフトウィングス）》のメネルドール。エリンの大森林の出身。
レイストフ
声 - 乃村健次
ベテラン冒険者。《つらぬき》のレイストフ。
トニオ
声 - 遊佐浩二
行商人。本名はアントニオ。《灯火の河港》で林業などを始める。
ビィ
声 - 鈴木絵理
小人族（ハーフリング）の吟遊詩人。本名はロビィナ・グッドフェロー。
ルゥ
声 - 四宮豪
ドワーフの王族。本名はヴィンダールヴ。200年前に滅びたドワーフの王国《くろがねの国》の最後の王アウルヴァングルの孫。ウィルの従士。
ゲルレイズ
声 - 松田健一郎
向こう傷のあるドワーフ。200年前はまだ年少だったために《くろがねの国》での決戦に参加せず、民を守って山から退去した。
アンナ
声 - 渡部恵子
生真面目な女性神官。バグリーの養女。ウィルの要請でバグリーから南方開拓地に派遣された行政官兼務の神官たちのまとめ役で、自身も優秀な能吏。
アグナル
声 - 宮本崇弘
ドワーフの頭目。
グレンディル
声 - 斉藤次郎
移民の代表。
ガング
声 - 松山鷹志
森林巨人(フォレストジャイアント)、ヨトゥン族。

### くろがねの国
アウルヴァングル
声 - 家中宏
くろがねの国の最後の君主。
スカラバエウス
声 - 大泊貴揮
邪龍に従う将軍級悪魔。
ヴァラキアカ
声 - 神奈延年
片眼の邪龍。神々さえ畏れる、強さと狡猾さを兼ね備えた伝説級の怪物。

### 白帆の都
エセルバルド・レックス・サウスマーク
声 - 田丸篤志
《白帆の都（ホワイトセイルズ）》の領主でサウスマーク公。《ファータイル王国》の王弟であり、《南辺境大陸（サウスマーク）》の開拓責任者。
バート・バグリー
声 - 稲葉実
《白帆の都》の神殿長。太った中年男性であり俗物だなどと評判は悪い。実際は有能な人物であり、人前では故意に祝祷など信心深いところを見せないようにしている。
ハイラム
声 - 一条和矢
賢者の学院の森番を務める教授の一人。

### 神
灯火の神グレイスフィール
声 - 悠木碧
魂と輪廻を司る生々流転の神。彫刻ではカンテラを持つ性別不明の神として描かれるが、実際はフードを被った黒髪の女神。ウィルがこの世界へ転生したのにも彼女が関わっている模様。《遣い（ヘラルド）》は灯火であり、《遣い火》とも記載される。一度は信仰が廃れてほとんど知られていない神となっていたが、加護を与えたウィルの英雄的な活躍の数々やそれに伴う布教で、再び信仰が広まって盛り返しつつある。自身が見出した英雄であるウィルに強い想いを抱いている節がある。
不死神スタグネイト
男(声 - 高橋広樹)、女(声 - 大久保瑠美)
善なる神々の陣営から悪なる陣営へと鞍替えした神。1巻で倒した《木霊》は男性の姿、3巻で初登場した《遣い》は烏と、多様な姿を採ってウィルの前に現れるが、本来の姿は女神でありグレイスフィールの姉にあたる。姉妹であるためその容姿はよく似ている。ウィルに強い興味を抱いており、彼を頻繁に自陣に誘おうとするが、それをグレイスフィールが看過できず干渉してくるといった姉妹喧嘩の様相を呈している。本質は慈悲深い神であり、陣営を変えてまで不死神となったのも、定命の者達が次々と死んで失われていくのを悲しみ憐れんで永遠を望んだがため。不死者となることを受け入れた者達を集めた国を作っているようだが、依頼としてそこへウィルを招いた所で作品が休載に入っているため詳細は不明。

### その他
ディーネ
声 - 小林沙苗
森のエルフの生き残り。

## 既刊一覧

### 小説
- 柳野かなた（著）・輪くすさが（イラスト）、オーバーラップ〈オーバーラップ文庫〉、既刊5巻（2017年9月25日現在）
  - 『最果てのパラディンI　死者の街の少年』2016年3月25日初版第一刷発行（同日発売[15]）、ISBN 978-4-86554-104-5
  - 『最果てのパラディンII　獣の森の射手』2016年7月25日初版第一刷発行（同日発売[16]）、ISBN 978-4-86554-137-3
  - 『最果てのパラディンIII〈上〉 鉄錆の山の王』2016年12月25日初版第一刷発行（同日発売[17]）、ISBN 978-4-86554-176-2
  - 『最果てのパラディンIII〈下〉 鉄錆の山の王』2016年12月25日初版第一刷発行（同日発売[18]）、ISBN 978-4-86554-177-9
  - 『最果てのパラディンIV 灯火の港の群像』2017年9月25日初版第一刷発行（同日発売[19]）、ISBN 978-4-86554-256-1

### 漫画
- 奥橋睦（漫画）・柳野かなた（原作）・輪くすさが（キャラクター原案） 『最果てのパラディン』 オーバーラップ〈ガルドコミックス〉、既刊14巻（2025年5月25日現在）
  1. 2018年3月25日初版第1刷発行（同日発売[20]）、ISBN 978-4-86554-334-6
  2. 2018年10月25日初版第1刷発行（同日発売[21]）、ISBN 978-4-86554-411-4
  3. 2019年4月25日初版第1刷発行（同日発売[22]）、ISBN 978-4-86554-486-2
  4. 2019年10月25日初版第1刷発行（同日発売[23]）、ISBN 978-4-86554-565-4
  5. 2020年5月25日初版第1刷発行（同日発売[24]）、ISBN 978-4-86554-671-2
  6. 2020年11月25日初版第1刷発行（同日発売[25]）、ISBN 978-4-86554-795-5
  7. 2021年4月25日初版第1刷発行（同日発売[26]）、ISBN 978-4-86554-899-0
  8. 2021年9月25日初版第1刷発行（同日発売[27]）、ISBN 978-4-8240-0010-1
  9. 2022年3月25日初版第1刷発行（同日発売[28]）、ISBN 978-4-8240-0140-5
  10. 2022年10月25日初版第1刷発行（同日発売[29]）、ISBN 978-4-8240-0321-8
  11. 2023年4月25日発売[30]、ISBN 978-4-8240-0482-6
  12. 2023年9月25日発売[31]、ISBN 978-4-8240-0621-9
  13. 2024年3月25日発売[32]、ISBN 978-4-8240-0781-0
  14. 2025年5月25日発売[33]、ISBN 978-4-8240-1203-6

## テレビアニメ
オーバーラップ文庫8周年記念配信イベント「ありふれた放送で世界最強」にてアニメ化が発表され、第1期は2021年10月から2022年1月までTOKYO MXほかにて放送された。
第2期『最果てのパラディン 鉄錆の山の王』（さいはてのパラディン てつさびのやまのおう）は2023年10月から12月まで放送された。

### スタッフ
|                               | 第1期                               | 第2期                        |
| ----------------------------- | ----------------------------------- | ---------------------------- |
| 原作                          | 柳野かなた                          | 柳野かなた                   |
| キャラクター原案              | 輪くすさが                          | 輪くすさが                   |
| 監督                          | 信田ユウ                            | 岩永彰                       |
| シリーズ構成                  | 髙橋龍也                            | 髙橋龍也                     |
| キャラクターデザイン          | 羽田浩二                            | 羽田浩二                     |
| キャラクターデザイン          | N/A                                 | 新井達也                     |
| モンスターデザイン            | 友田政晴                            | 江禹辰                       |
| 特技監督                      | 友田政晴                            | N/A                          |
| コンセプトアート              | 長田泰治郎                          | N/A                          |
| プロップデザイン              | 松尾慎、芳村尚慶、足立裕貴          | N/A                          |
| 美術監督                      | 李書九                              | 楊澤辰                       |
| 美術設定                      | Kang Mihyang                        | 楊澤辰、長田泰治郎 川合銀河  |
| 色彩設計                      | のぼりはるこ                        | のぼりはるこ                 |
| CGアニメーション ディレクター | 名倉晋作                            | 鈴木雅臣                     |
| 2Dデザイン                    | 川瀬紗織                            | N/A                          |
| 撮影監督                      | 口羽毅                              | 口羽毅                       |
| 編集                          | 三嶋章紀                            | 後田良樹                     |
| 音響監督                      | 森下広人                            | 八木沼智彦                   |
| 音楽                          | 高田龍一、帆足圭吾                  | 高田龍一、帆足圭吾           |
| 音楽プロデューサー            | 小倉充俊                            | 小倉充俊                     |
| 音楽プロデューサー            | 西村潤                              | N/A                          |
| 音楽制作                      | GOODSMILE FILM                      | GOODSMILE FILM               |
| プロデュース                  | 小倉充俊、GOODSMILE FILM            | 小倉充俊、GOODSMILE FILM     |
| プロデューサー                | 三井綾子                            | 三井綾子                     |
| プロデューサー                | 許樹人、岩田一成 川本晃生、楊建利   | 西辺誠、中村考太郎 間取美帆  |
| アニメーション プロデューサー | 直江昌之                            | 草壁匠                       |
| アニメーション制作            | Children's Playground Entertainment | OLM SUNRISE BEYOND           |
| 製作                          | 最果てのパラディン製作委員会        | 最果てのパラディン製作委員会 |

### 主題歌
「The Sacred Torch」
H-el-ical//による第1期オープニングテーマ。作詞はHikaru//、作曲はグシミヤギヒデユキ、編曲は齋藤真也。
「標火」
やなぎなぎによる第1期エンディングテーマ。作詞・作曲はやなぎなぎ、編曲は照井順政。
「春呼びの詩」 / 「三英傑の序詩」 / 「最果ての武勲詩」 / 「竜殺しの英雄の歌」
ロビィナ・グッドフェロー（鈴木絵理）による第1期・第2期劇中歌。作詞は柳野かなた、作曲・編曲は帆足圭吾。
「命火」
やなぎなぎによる第2期オープニングテーマ。作詞はやなぎなぎ、作曲・編曲は照井順政。
「パズル」
KOTOKOによる第2期エンディングテーマ。作詞・作曲・編曲はamazuti。

### 各話リスト
| 話数                  | サブタイトル   | 脚本     | 絵コンテ   | 演出              | 作画監督                                          | 総作画監督 | 初放送日       |       |       |       |       |       |       |       |       |       |       |       |       |       |       |       |       |       |
| 第1期                 | 第1期          | 第1期    | 第1期      | 第1期             | 第1期                                             | 第1期      | 第1期          | 第1期 | 第1期 | 第1期 | 第1期 | 第1期 | 第1期 | 第1期 | 第1期 | 第1期 | 第1期 | 第1期 | 第1期 | 第1期 | 第1期 | 第1期 | 第1期 | 第1期 |
| --------------------- | -------------- | -------- | ---------- | ----------------- | ------------------------------------------------- | ---------- | -------------- | ----- | ----- | ----- | ----- | ----- | ----- | ----- | ----- | ----- | ----- | ----- | ----- | ----- | ----- | ----- | ----- | ----- |
| 第1話                 | 死者の街の少年 | 髙橋龍也 | 信田ユウ   | 松尾慎            | 足立裕貴 志賀道憲 飯飼一幸 山村俊了               | 羽田浩二   | 2021年 10月9日 |       |       |       |       |       |       |       |       |       |       |       |       |       |       |       |       |       |
| 第2話                 | 彷徨の賢者     | 髙橋龍也 | 名村英敏   | 吉田俊司          | 鷲田敏弥 熊谷香代子 酒井KEI 赤尾良太郎 飯飼一幸   | 青野厚司   | 10月16日       |       |       |       |       |       |       |       |       |       |       |       |       |       |       |       |       |       |
| 第3話                 | 約束の日       | 梧桐翔大 | 小林一三   | 村田尚樹          | Long Guang Qing Feng Kang Dong Ha Jeon Jong Min   | 羽田浩二   | 10月23日       |       |       |       |       |       |       |       |       |       |       |       |       |       |       |       |       |       |
| 第4話                 | 灯火の女神     | 梧桐翔大 | 松園公     | 浅見松雄          | 志賀道憲 はっとりますみ 新井豊                    | 青野厚司   | 10月30日       |       |       |       |       |       |       |       |       |       |       |       |       |       |       |       |       |       |
| 第5話                 | 意志の兜       | 髙橋龍也 | 信田ユウ   | 松尾慎            | 龍光 明光 鎌田圭寿 毛応星 新井豊 横松雄馬         | 羽田浩二   | 11月6日        |       |       |       |       |       |       |       |       |       |       |       |       |       |       |       |       |       |
| 第6話                 | 獣の森の射手   | 髙橋龍也 | 名村英敏   | 小野田雄亮        | 星月動画 酒井KEI 赤尾良太郎 齊藤香織 服部憲知     | 小林一三   | 11月13日       |       |       |       |       |       |       |       |       |       |       |       |       |       |       |       |       |       |
| 第7話                 | 惨劇の記憶     | 髙橋龍也 | 松園公     | 村田尚樹          | Long Guang Qing Feng Kang Dong Ha Jeon Jong Min   | 青野厚司   | 11月20日       |       |       |       |       |       |       |       |       |       |       |       |       |       |       |       |       |       |
| 第8話                 | 英傑の詩       | 梧桐翔大 | 小林一三   | 平田貴大          | 足立裕貴 新井豊 山村俊了 枡田邦彰 片岡千春        | 羽田浩二   | 12月4日        |       |       |       |       |       |       |       |       |       |       |       |       |       |       |       |       |       |
| 第9話                 | 白帆の都       | 梧桐翔大 | 名村英敏   | 浅見松雄          | 陳潔琼 張雲 黄華 周婧                             | 青野厚司   | 12月11日       |       |       |       |       |       |       |       |       |       |       |       |       |       |       |       |       |       |
| 第10話                | 武勲の輝き     | 梧桐翔大 | 松園公     | 小野田雄亮        | 飯飼一幸 星月動画 大木欣 シード ワンオーダー      | 小林一三   | 12月18日       |       |       |       |       |       |       |       |       |       |       |       |       |       |       |       |       |       |
| 第11話                | 絶望の谷       | 髙橋龍也 | 大嶋博之   | 村田尚樹          | 明光 Lee Sang Min Kim Ki Yeop Choi Kyung Seok     | 青野厚司   | 12月25日       |       |       |       |       |       |       |       |       |       |       |       |       |       |       |       |       |       |
| 第12話                | 最果ての聖騎士 | 髙橋龍也 | 信田ユウ   | 松尾慎            | 川島尚 赤尾良太郎 村上竜之介 丸岡功治 百代 室井誠 | 羽田浩二   | 2022年 1月3日  |       |       |       |       |       |       |       |       |       |       |       |       |       |       |       |       |       |
| 第2期『鉄錆の山の王』 |                |          |            |                   |                                                   |            |                |       |       |       |       |       |       |       |       |       |       |       |       |       |       |       |       |       |
| 第1話                 | 聖騎士と詩人   | 髙橋龍也 | 朝倉カイト | 朝倉カイト        | 新井達也                                          | -          | 2023年 10月7日 |       |       |       |       |       |       |       |       |       |       |       |       |       |       |       |       |       |
| 第2話                 | 狂える森       | 髙橋龍也 | 朝倉カイト | 阿部雅司          | 石原満 黒澤浩美                                   | 新井達也   | 10月14日       |       |       |       |       |       |       |       |       |       |       |       |       |       |       |       |       |       |
| 第3話                 | 最後の王       | 梧桐翔大 | 高見明男   | 羽原信義          | 高見明男                                          | -          | 10月21日       |       |       |       |       |       |       |       |       |       |       |       |       |       |       |       |       |       |
| 第4話                 | 勇気の意味     | 梧桐翔大 | 山田晃     | 山田晃 小谷野竜成 | 阪本望実 石原満 黒澤浩美 江禹辰                   | 新井達也   | 10月28日       |       |       |       |       |       |       |       |       |       |       |       |       |       |       |       |       |       |
| 第5話                 | 玄室の遣い     | 髙橋龍也 | 高見明男   | 小谷野竜成        | 高見明男 石原満                                   | 高見明男   | 11月4日        |       |       |       |       |       |       |       |       |       |       |       |       |       |       |       |       |       |
| 第6話                 | ひとときの帰郷 | 梧桐翔大 | 大槻敦史   | 木村佳嗣 阿部雅司 | 黒澤浩美 西田美弥子 志賀道憲 新井達也             | 新井達也   | 11月11日       |       |       |       |       |       |       |       |       |       |       |       |       |       |       |       |       |       |
| 第7話                 | 水底の眠り     | 梧桐翔大 | 川崎逸朗   | 羽原信義          | 高見明男 阪本望実 石原満 江禹辰                   | 高見明男   | 11月18日       |       |       |       |       |       |       |       |       |       |       |       |       |       |       |       |       |       |
| 第8話                 | 花の国         | 髙橋龍也 | 二瓶勇一   | 長澤剛            | 黒澤浩美 江禹辰                                   | 新井達也   | 11月25日       |       |       |       |       |       |       |       |       |       |       |       |       |       |       |       |       |       |
| 第9話                 | 戦士の炎       | 梧桐翔大 | 吉川博明   | 小谷野竜成        | 高見明男 西田美弥子 志賀道憲 石原満 江禹辰        | 高見明男   | 12月2日        |       |       |       |       |       |       |       |       |       |       |       |       |       |       |       |       |       |
| 第10話                | 鉄錆の山の王   | 梧桐翔大 | 大槻敦史   | 阿部雅司          | 黒澤浩美 石原満 江禹辰                            | 新井達也   | 12月9日        |       |       |       |       |       |       |       |       |       |       |       |       |       |       |       |       |       |
| 第11話                | 邪竜と女神     | 髙橋龍也 | 羽原信義   | 羽原信義          | 石原満 酒井俊輝 江禹辰 阪本望実                   | 高見明男   | 12月16日       |       |       |       |       |       |       |       |       |       |       |       |       |       |       |       |       |       |
| 第12話                | 夜明け呼ぶもの | 髙橋龍也 | 朝倉カイト | 星野真            | 黒澤浩美 石原満 江禹辰 新井達也                   | 新井達也   | 12月23日       |       |       |       |       |       |       |       |       |       |       |       |       |       |       |       |       |       |

### 放送局
| 放送期間                                                           | 放送時間                                                                    | 放送局   | 対象地域 | 備考                               |
| ------------------------------------------------------------------ | --------------------------------------------------------------------------- | -------- | -------- | ---------------------------------- |
| 2021年10月9日 - 12月25日（第1話 - 第11話） 2022年1月3日（第12話）  | 土曜 22:00 - 22:30（第1話 - 第11話） 月曜 22:30 - 23:00（第12話）           | TOKYO MX | 東京都   |                                    |
|                                                                    | 土曜 23:30 - 日曜 0:00（第1話 - 第11話） 月曜 23:30 - 火曜 0:00（第12話）   | AT-X     | 日本全域 | CS放送 / 字幕放送 リピート放送あり |
| 2021年10月10日 - 12月26日（第1話 - 第11話） 2022年1月3日（第12話） | 日曜 0:00 - 0:28（土曜深夜）（第1話 - 第11話） 月曜 23:00 - 23:30（第12話） | BS日テレ | 日本全域 | BS/BS4K放送 『アニメにむちゅ〜』枠 |
| 各局、開始1週前に放送直前イベント特番を放送。                      |                                                                             |          |          |                                    |

| 配信開始日     | 配信時間                     | 配信サイト |
| -------------- | ---------------------------- | --- |
| 2021年10月9日  | 土曜 22:00 更新              | dアニメストア（本店・ニコニコ支店・Amazon支店） |
| 2021年10月16日 | 土曜 0:00（金曜深夜） 更新   | Amazon Prime Video アニメカ Netflix Hulu auスマートパスプレミアム U-NEXT TELASA ひかりTV FOD Rakuten TV ビデオマーケット HAPPY!動画 ムービーフルPlus クランクイン！ビデオ ニコニコチャンネル ABEMA GYAO! U-NEXT |
|                | 土曜 0:00 - 0:30（金曜深夜） | ニコニコ生放送 |

| 放送期間                  | 放送時間                     | 放送局   | 対象地域 | 備考                               |
| ------------------------- | ---------------------------- | -------- | -------- | ---------------------------------- |
| 2023年10月7日 - 12月23日  | 土曜 22:00 - 22:30           | TOKYO MX | 東京都   |                                    |
| 2023年10月8日 - 12月24日  | 日曜 0:30 - 1:00（土曜深夜） | BS日テレ | 日本全域 | BS/BS4K放送 『アニメにむちゅ〜』枠 |
| 2023年10月11日 - 12月27日 | 水曜 20:00 - 20:30           | AT-X     | 日本全域 | CS放送 / 字幕放送 リピート放送あり |

### BD
| 巻 | 発売日        | 収録話         | 規格品番  |
| -- | ------------- | -------------- | --------- |
| 上 | 2022年3月23日 | 第1話 - 第5話  | OVXN-0059 |
| 下 | 2022年4月27日 | 第6話 - 第12話 | OVXN-0060 |